# Kazunari Watanabe
Pour les articles homonymes, voir Watanabe.
Kazunari Watanabe (渡邉 一成, Watanabe Kazunari, né le 12 août 1983 à Futaba) est un coureur cycliste japonais. Spécialisé dans la vitesse sur piste, il a été médaillé d'or de la vitesse individuelle lors des championnats d'Asie de cyclisme 2010, et de la vitesse par équipes avec Kazuya Narita (en) et Yudai Nitta lors des Jeux asiatiques de 2006.

## Palmarès

### Jeux olympiques
- Pékin 2008
  - 6e de la vitesse par équipes
  - 12e de la vitesse individuelle
- Londres 2012
  - 8e de la vitesse par équipes
  - 11e du keirin
- Rio 2016
  - 21e du keirin

### Championnats du monde
- Pruszkow 2009
  - 8e de la vitesse par équipes
- Copenhague 2010
  - 10e de la vitesse par équipes
  - 17e du keirin
  - 27e de la vitesse individuelle
- Apeldoorn 2011
  - 10e de la vitesse par équipes
- Melbourne 2012
  - 4e de la vitesse par équipes
  - 5e du keirin
- Minsk 2013
  - 7e de la vitesse par équipes
- Cali 2014
  - 11e de la vitesse par équipes
  - 17e du keirin[1] (éliminé au repêchage du 1er tour)
- Saint-Quentin-en-Yvelines 2015
  - 11e de la vitesse par équipes
  - 21e du keirin
  - 27e de la vitesse individuelle[2]
- Londres 2016
  - 12e de la vitesse par équipes
- Hong Kong 2017
  - 7e de la vitesse par équipes[3]
- Apeldoorn 2018
  - 8e de la vitesse par équipes[4]
  - 15e de la vitesse individuelle (éliminé en huitième de finale)[5]

### Coupe du monde
- 2004-2005
  - 2e de la vitesse par équipes à Sydney
  - 3e de la vitesse par équipes à Manchester
- 2005-2006
  - 3e de la vitesse par équipes à Sydney
- 2008-2009
  - 2e de la vitesse par équipes à Melbourne
- 2012-2013
  - 2e du keirin à Aguascalientes

### Championnats d'Asie
- Bangkok 2007
  -  Médaillé d'argent de la vitesse individuelle
- Tenggarong 2009
  -  Champion d'Asie du keirin
  -  Médaillé d'argent de la vitesse individuelle
- Charjah 2010
  -  Champion d'Asie de vitesse individuelle
  -  Champion d'Asie du keirin
  -  Médaillé d'argent de la vitesse par équipes
- Kuala Lumpur 2012
  -  Champion d'Asie de vitesse individuelle
  -  Médaillé d'argent de la vitesse par équipes
  -  Médaillé de bronze du keirin
- Astana 2014
  -  Médaillé de bronze de la vitesse par équipes
- Nakhon Ratchasima 2015
  -  Médaillé d'argent de la vitesse par équipes
- Izu 2016
  -  Médaillé de bronze de la vitesse par équipes
- New Dehli 2017
  -  Médaillé d'argent du keirin
  -  Médaillé de bronze de la vitesse par équipes
- Nilai 2018
  -  Champion d'Asie de vitesse individuelle
  -  Médaillé d'argent de la vitesse par équipes

### Jeux asiatiques
- Doha 2006
  -  Médaillé d'or de la vitesse par équipes (avec Kazuya Narita et Yudai Nitta)
- Guangzhou 2010
  -  Médaillé d'argent de la vitesse par équipes (avec Kazuya Narita et Yudai Nitta)
- Incheon 2014
  -  Médaillé d'argent du keirin
  -  Médaillé de bronze de la vitesse par équipes (avec Tomoyuki Kawabata et Seiichiro Nakagawa)